# 경기도 (조선)
경기도(京畿道) 또는 경기(京畿)는 지금의 경기도, 서울특별시, 인천광역시의 대부분 지역, 개성시, 장풍군 일대를 관할했던 조선 시대의 행정 구역으로 경기 지방(京畿 地方)에 해당한다. 경기라는 이름은 '수도 사방 500리 이내로 임금이 직접 관할하는 땅'이라는 뜻을 담고 있다. 동쪽으로는 강원도, 남쪽으로는 충청도, 북쪽으로는 황해도, 서쪽으로는 경기만과 접했다.

## 역사
경기도는 고려 시대에 성립되었지만 현재의 경기도와는 달리 개성(開城) 일대에 한정된 지역을 관할했으며 서울을 포함한 대부분의 지역은 양광도(楊廣道)에 속해 있었다. 1390년(고려 공양왕 2년)에는 양광도, 교주도(交州道), 서해도(西海道)에 있던 39개 현(縣)이 경기좌도(京畿左道), 경기우도(京畿右道)로 분할되었다.
1394년(조선 태조 3년)에는 태조가 한성부(漢城府)를 조선의 도읍으로 정했으며 1395년(조선 태조 4년)에는 경기도의 영역을 재조정하였다. 이 과정에서 수안(遂安), 곡주(谷州), 연안(延安) 등 옛 경기도 북서부 지역이 풍해도(豊海道, 황해도(黃海道))에 편입되었으며 양주(楊州), 광주(廣州), 수원(水原), 여주(驪州), 안성(安城)을 비롯한 옛 충청도 북부 지역이 경기도에 편입되었다.
1402년(조선 태종 2년)에는 경기좌우도를 경기좌우도성(京畿左右道省)으로 명명했고 1413년(조선 태종 13년)에는 지금과 비슷한 경기도의 경계선이 확립되었다. 1414년(조선 태종 14년) 1월 18일에 경기좌도(京畿左道), 경기우도(京畿右道)가 경기도로 통합되었다. 1435년(세종 17년)에는 경기도 철원(鐵原), 안협(安峽)이 강원도에 이관되었고 충청도 죽산(竹山)이 경기도에 이관되었다.
조선의 도읍인 한성부는 외관직(外官職, 지방 관청)이 아닌 경관직(京官職, 중앙 관청)이었기 때문에 중앙 관료인 한성부 판윤(漢城府 判尹)이 통치했다. 1895년에 실시된 행정 구역 개편에 따라 이십삼부가 신설되면서 경기도는 한성부(漢城府), 인천부(仁川府), 충주부(忠州府), 공주부(公州府), 개성부(開城府)의 영역에 속하게 되었다. 1896년에 실시된 행정 구역 개편에 따라 십삼도 가운데 하나인 경기도가 다시 신설되었다.

## 직제 및 행정 구역
조선 시대의 법전인 《경국대전》에서는 경기도가 4개 목, 7개 도호부, 7개 군, 19개 현을 관할하며, 경기 관찰사는 개성부 유수 중 1인이 겸임한다고 규정했다. 한성부와 각 유수부는 직제 상 지방 관청에 해당하는 외관직이 아닌, 중앙 관청에 해당하는 경관직으로 편제되어 있었다.
| 수령과 그 품계                | 경국대전 (1484)                    | 속대전 (1746)·대전통편 (1785)             | 대전회통 (1865)                                                                    |
| ----------------------------- | ---------------------------------- | ----------------------------------------- | ---------------------------------------------------------------------------------- |
| 부: 부윤(府尹), 종2품         | —                                  | 1:                                        | —                                                                                  |
| 목: 목사(牧使), 정3품         | 4:                                 | 3:                                        | 3:                                                                                 |
| 부: 도호부사(都護府使), 종3품 | 7:                                 | 10:                                       | 8:                                                                                 |
| 군: 군수(郡守), 종4품         | 7:                                 | 9:                                        | 10:                                                                                |
| 현: 현령(縣令), 종5품         | 5:                                 | 4:                                        | 4:                                                                                 |
| 현: 현감(縣監), 종6품         | 14:                                | 9:                                        | 8:                                                                                 |
| 비고                          | 한성부(판윤), 개성부(유수): 경관직 | 한성부(판윤), 개성부·강화부(유수): 경관직 | 한성부(판윤), 수원부·광주부·개성부·강화부(유수): 경관직 풍덕 (혁파) 금천→시흥 개칭 |

## 같이 보기
- 경기감영